# Irina Samoilova
Irina Samoilova (russisch Ирина Самойлова; * in Moskau) ist eine russische Sängerin (Sopran).
Samoilova studierte nach dem Besuch der Shaporin-Musikschule Chorleitung und -gesang am Schnittke-Musikkolleg. Von 1993 bis 1999 studierte sie Sologesang bei Galina Oleinichenko. 1998 gewann sie den Großen Preis beim Nationalen Gesangswettbewerb Bello Vove und beim Internationalen Gesangswettbewerb Luis Sigall in Chile, 2000 den Ersten Preis beim Internationalen Wettbewerb Tomaz Alkaide in Portugal. 1999 war sie Teilnehmerin des Festivals Musical Olympus in Sankt Petersburg. Im gleichen Jahr gab sie auch zwei Konzerte mit Orchester in Santiago.
Seit 2002 war sie Solistin am Bolschoi-Theater. 2003 debütierte sie als Norina in Gaetano Donizettis Don Pasquale bei der Helikon-Oper, zu deren Ensemblemitgliedern sie seit 2005 zählt. Zu ihrem Repertoire hier zählen u. a. die Violetta in Giuseppe Verdis La traviata und die Marfa in Nikolai Rimski-Korsakows Die Zarenbraut. Weiterhin umfasst ihr Repertoire u. a. die Titelrollen in Donizettis Linda di Chamounix und Michail Glinkas Ruslan und Ljudmila, die Micaëla in Georges Bizets Carmen und die Königin der Nacht in Mozarts Zauberflöte.